# Летопала
Летопала (рос. Летопала) — присілок в Пінезькому районі Архангельської області Російської Федерації.
Населення становить 34 особи. Входить до складу муніципального утворення Веркольське муніципальне утворення.

## Історія
Від 1937 року належить до Архангельської області.
Орган місцевого самоврядування від 2004 року — Веркольське муніципальне утворення.

## Населення
| 2002 | 2010 | 2012 |
| ---- | ---- | ---- |
| 41   | ↘32  | ↗34  |